# Champeaux (Manche)
Pour les articles homonymes, voir Champeaux.
Champeaux est une commune française, située dans le département de la Manche en région Normandie, peuplée de 341 habitants.

## Géographie

### Localisation

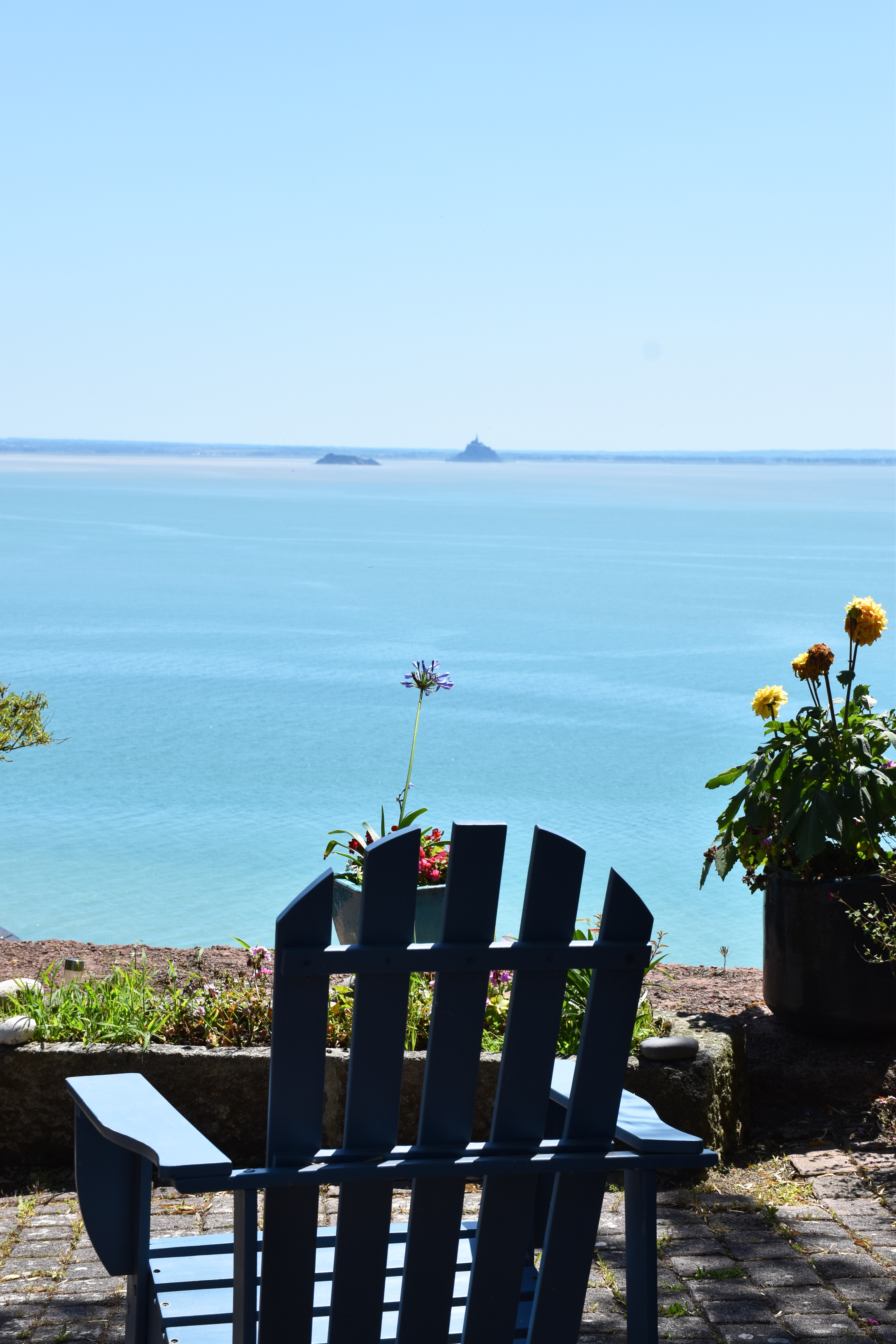
Vue sur le mont Saint-Michel.

La commune est au nord-ouest de l'Avranchin, bordée par une falaise dominant la baie du Mont-Saint-Michel. Son bourg est à 6,5 km à l'ouest de Sartilly, à 15 km au sud de Granville et à 17 km au nord-ouest d'Avranches.
| Carolles         | Jullouville (comm. ass. de Saint-Michel-des-Loups) | Jullouville (comm. ass. de Saint-Michel-des-Loups) |
| Carolles         | Champeaux                                          | Dragey-Ronthon (comm. ass. de Ronthon)             |
| Mer de la Manche | Mer de la Manche, Saint-Jean-le-Thomas             | Saint-Jean-le-Thomas                               |

### Géologie et relief
Le point culminant recensé sur le répertoire géographique des communes de l'IGN s'élève à 103 m. Il se situe près du lieu-dit Bonneville dont les deux collines adjacentes atteignent la cote 102.

#### Cadre géologique

Carte géologique du Massif armoricain.

Champeaux est localisée dans le domaine centre armoricain, dans la partie nord-est du Massif armoricain qui est un socle ouest-européen de faible altitude (maximum 400 m), caractérisé par des surfaces d'aplanissement et qui résulte d'une histoire complexe composée de trois orogenèses : icartienne (Paléoprotérozoïque,ca. 2,2-1,8 Ga), cadomienne (Édiacarien 750-540 Ma) et surtout varisque (ou hercynienne, au Dévonien-Carbonifère, 420-300 Ma). La structure du Massif armoricain résulte de la superposition de l'héritage de ces deux derniers orogènes.
Le site géologique de Champeaux se situe plus précisément dans un bassin sédimentaire essentiellement briovérien dans lequel se sont mis en place des granitoïdes intrusifs formant le batholite granodioritique mancellien, avec quelques pointements sécants de leucogranite.
Les falaises vives de Champeaux, de 50 à 70 m de hauteur, s'étendent sur 5 km, depuis Carolles-Plage au nord jusqu'à la plage de Saint-Michel (Saint-Jean-le-Thomas) au sud, et sont incisées par la vallée du Lude. Les falaises vives se prolongent à l'intérieur des terres par des falaises mortes. Ces falaises bordent le massif granitique de Carolles (constitué d'une granodiorite riche en biotite et en cordiérite parcourue par un réseau de diaclases souligné par une teinte rouille caractéristique d’un début d’altération) qui forme un plateau bocager dont l’altitude varie entre 70 et 110 m, et qui constitue la prolongation occidentale du massif granitique de Vire-Carolles, élément de ce batholite mancellien (mis en place entre 540 et 560 Ma). Le massif de Vire-Carolles forme une barre transversale est-ouest sur environ 55 km de longueur, avec une largeur variant de 6 à 12 km. L'intrusion magmatique a développé à la périphérie de cette intrusion un métamorphisme de contact, à l'origine d'une auréole de cornéennes qui ceinture ce massif. Cette ceinture s'imprime dans le paysage par les falaises escarpées, contrastant avec la surface faiblement ondulée du massif granitique. « Les cornéennes constituent l'essentiel des affleurements du platier et des falaises ; elles se présentent en alternances rubanées de lits sombres et clairs dérivant des alternances siltosableuses granoclassées du Briovérien supérieur : les lits dérivant des faciès silteux sont riches en cristaux de cordiérite tandis que les passées sableuses évoluent en cornéennes granoblastiques, riches en quartz et micas (muscovite, biotite), à cordiérite altérée. Le litage oblique initial des sédiments briovériens est parfois encore visible ». Au niveau de la pointe de Carolles, les cornéennes sont recoupées par des filons d'épaisseur décimétrique d'aplite et de quartz. Sur l’estran rocheux à Sol-Roc, on peut observer des bancs subverticaux de cornéennes et un développement de structures en plis pincés en leur sein.
Les cornéennes et granodiorite cadomiennes de la Pointe de Champeaux font partie de l’inventaire du patrimoine géologique national depuis le 5 janvier 2006.
Selon la légende locale, la Vallée du Lude résulte d'un combat entre l'archange saint Michel et Satan. L'archange aurait fendu la falaise d'un coup d'épée, le diable se réfugiant derrière le Rocher du Sard (appelé aussi Rocher du Diable, cette crête rocheuse correspond à des cornéennes très redressées. De ce rocher Satan assistait, dit-on, au transport des dalles de granit de Chausey utilisées pour construire le Pont au Bault sur la Sélune au sud d’Avranches.
Une légende qui remonte probablement à la fin du XVIe siècle, place à l'angle des falaises, la grotte des Mines d'or où les habitants auraient extraient des métaux précieux. Cette légende que la toponymie a perpétuée dans le nom de Pignon Butor (c'est-à-dire Butte d'or) provient de la présence dans les cornéennes d'un minéral, la pyrite, dont l'éclat métallique et la couleur jaune l'ont souvent fait prendre pour de l'or (« or des fous »).

### Hydrographie
La commune est située dans le bassin Seine-Normandie. Elle est drainée par le Lude et le Ru du Moulin,,.

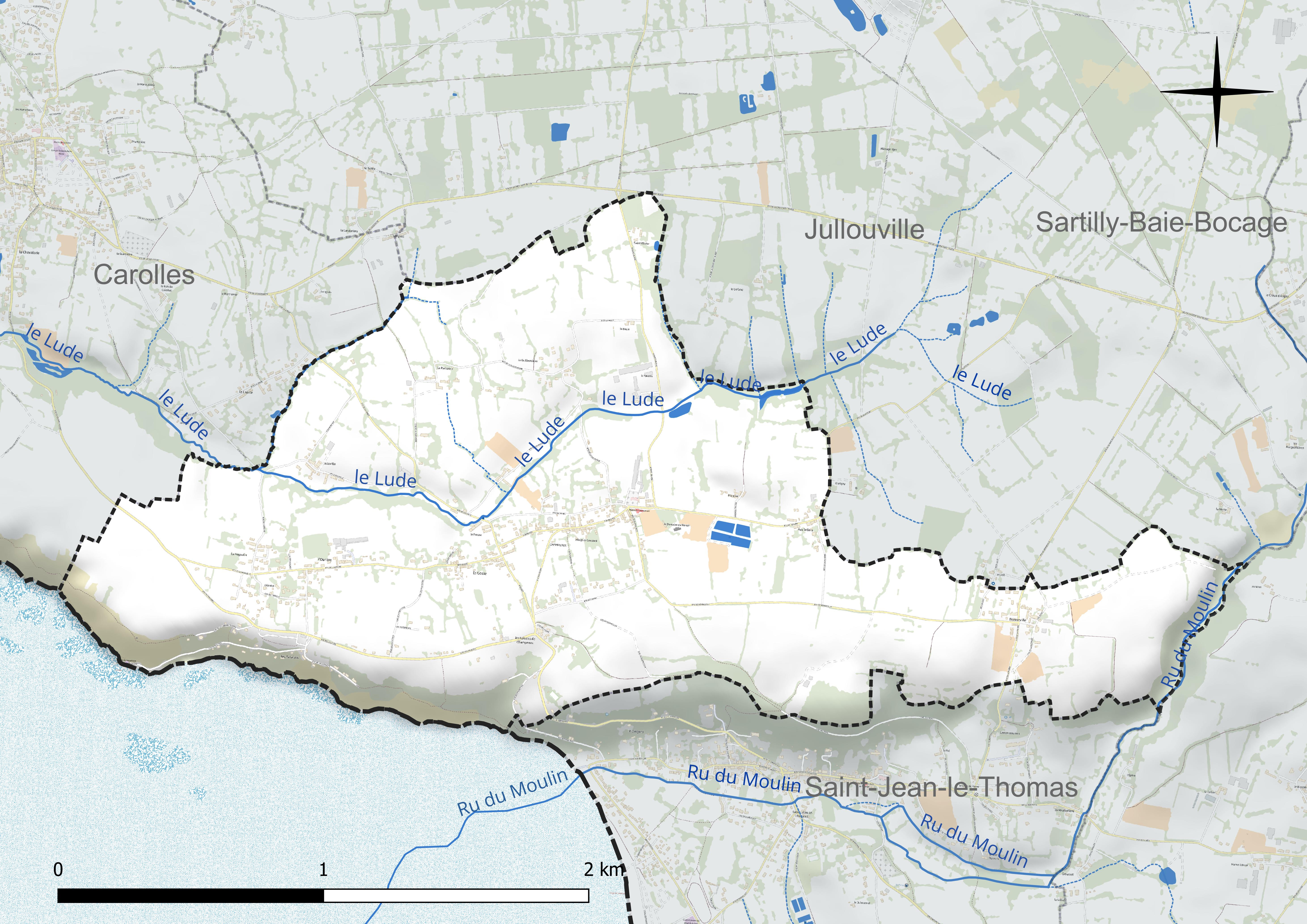
Réseau hydrographique de Champeaux.

### Climat
Pour des articles plus généraux, voir Climat de la Normandie et Climat de la Manche.
En 2010, le climat de la commune est de type climat océanique franc, selon une étude du CNRS s'appuyant sur une série de données couvrant la période 1971-2000. En 2020, Météo-France publie une typologie des climats de la France métropolitaine dans laquelle la commune est exposée à un climat océanique et est dans la région climatique  Bretagne orientale et méridionale, Pays nantais, Vendée, caractérisée par une faible pluviométrie en été et une bonne insolation. Parallèlement le GIEC normand, un groupe régional d’experts sur le climat, différencie quant à lui, dans une étude de 2020, trois grands types de climats pour la région Normandie, nuancés à une échelle plus fine par les facteurs géographiques locaux. La commune est, selon ce zonage, exposée à un « climat maritime », correspondant au Cotentin et à l'ouest du département de la Manche, frais, humide et pluvieux, où les contrastes pluviométrique et thermique sont parfois très prononcés en quelques kilomètres quand le relief est marqué.
Pour la période 1971-2000, la température annuelle moyenne est de 10,7 °C, avec une amplitude thermique annuelle de 11,9 °C. Le cumul annuel moyen de précipitations est de 979 mm, avec 14 jours de précipitations en janvier et 8,9 jours en juillet. Pour la période 1991-2020, la température moyenne annuelle observée sur la station météorologique la plus proche, située sur la commune de Longueville à 13 km à vol d'oiseau, est de 11,9 °C et le cumul annuel moyen de précipitations est de 802,4 mm,. Pour l'avenir, les paramètres climatiques de la commune estimés pour 2050 selon différents scénarios d’émission de gaz à effet de serre sont consultables sur un site dédié publié par Météo-France en novembre 2022.

### Milieux naturels et biodiversité
La Lande de Bévert. Anciennement bois et/ou forêt de Beuvais, elle fut partagée au XIXe siècle entre Angey, Bouillon, Carolles, Champeaux et Saint-Michel-des-Loups. En 1172, une convention fut signée entre l'abbé du Mont-Saint-Michel représentant les moines propriétaires de la Lande et Guillaume de Saint-Jean, à la suite de l'utilisation abusive des arbres de la forêt de Beuvais par Thomas, seigneur de Saint-Jean pour la construction de son château. En 1779, c'est la famille de Polignac qui voulut s'octroyer la concession de la lande. La Révolution et l'émigration de la famille mit fin à la contestation

## Urbanisme

### Typologie
Au 1er janvier 2024, Champeaux est catégorisée commune rurale à habitat dispersé, selon la nouvelle grille communale de densité à sept niveaux définie par l'Insee en 2022.
Elle est située hors unité urbaine.
Par ailleurs la commune fait partie de l'aire d'attraction de Granville, dont elle est une commune de la couronne,. Cette aire, qui regroupe 34 communes, est catégorisée dans les aires de moins de 50 000 habitants,.
La commune, bordée par la Manche, est également une commune littorale au sens de la loi du 3 janvier 1986, dite loi littoral. Des dispositions spécifiques d’urbanisme s’y appliquent dès lors afin de préserver les espaces naturels, les sites, les paysages et l’équilibre écologique du littoral, comme le principe d'inconstructibilité, en dehors des espaces urbanisés, sur la bande littorale des 100 mètres, ou plus si le plan local d'urbanisme le prévoit.

### Occupation des sols
L'occupation des sols de la commune, telle qu'elle ressort de la base de données européenne d’occupation biophysique des sols Corine Land Cover (CLC), est marquée par l'importance des territoires agricoles (81,9 % en 2018), en diminution par rapport à 1990 (83 %).
La répartition détaillée en 2018 est la suivante : terres arables (40 %), zones agricoles hétérogènes (37,4 %), zones urbanisées (8,4 %), forêts (5 %), prairies (4,4 %), milieux à végétation arbustive et/ou herbacée (4,2 %), zones humides côtières (0,5 %).

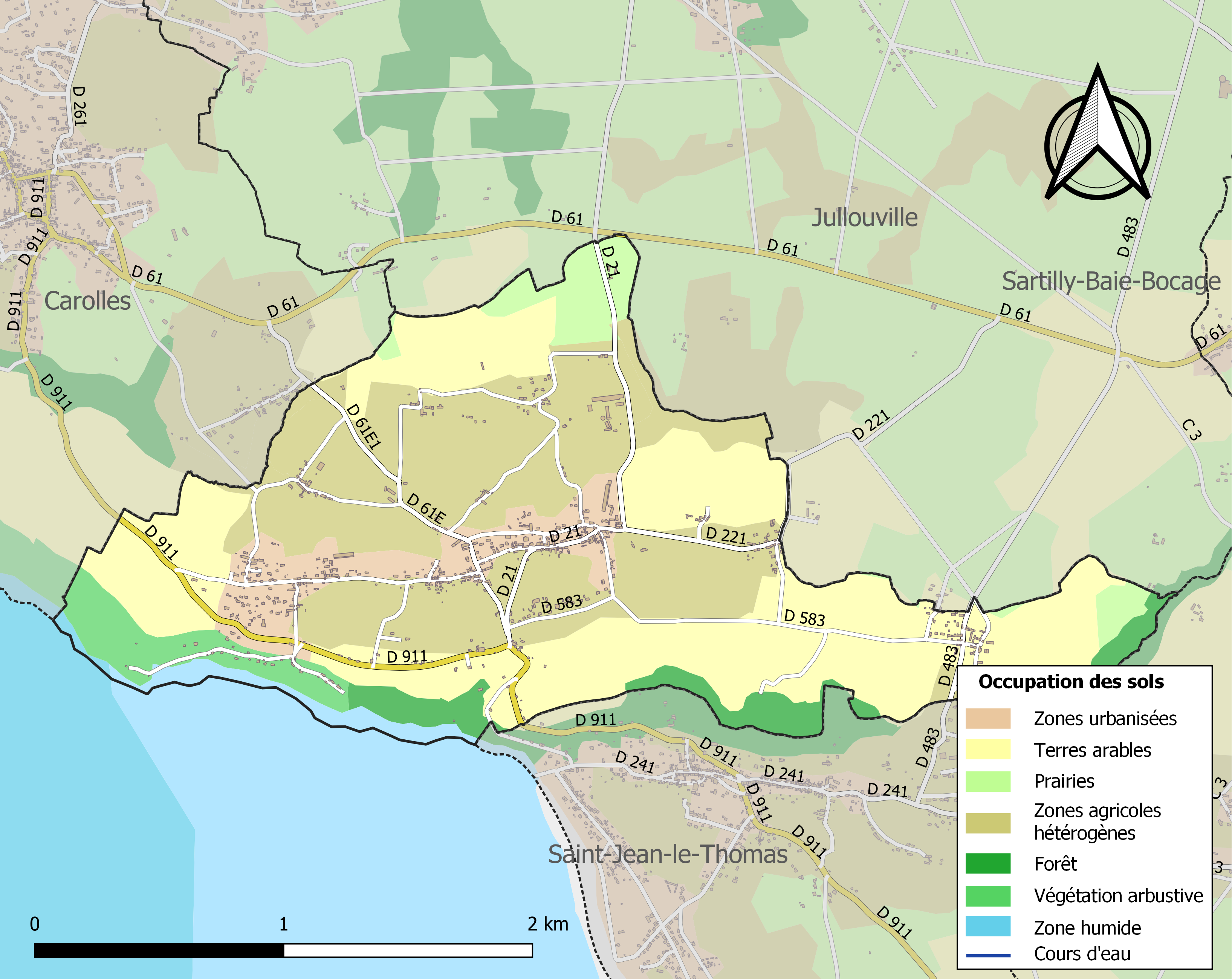
Carte des infrastructures et de l'occupation des sols de la commune en 2018 (CLC).

L'évolution de l’occupation des sols de la commune et de ses infrastructures peut être observée sur les différentes représentations cartographiques du territoire : la carte de Cassini (XVIIIe siècle), la carte d'état-major (1820-1866) et les cartes ou photos aériennes de l'IGN pour la période actuelle (1950 à aujourd'hui).

## Toponymie
Le nom de la localité est attesté sous les formes Campels en 1071-1085, de Campellis en 1155 (Robert de Torigni) et 1162 (Cartulaire Lucerne), Campeaus en 1172 (Robert de Torigni).
Il s'agit d'une formation toponymique médiévale basée sur l'appellatif normanno-picard campel « petit champ (cultivé) » au pluriel campiaus « petits champs », francisée plus tardivement en champeaux, et derivée en -el (suffixe diminutif) de camp / champ « plaine cultivée ». Champeaux étant situé au sud de la ligne Joret, la forme du normand méridional en Ch- s'est imposée, alors que la forme septentrionale Campeaux subsiste ailleurs en Normandie.
Le gentilé est Champelais.

## Histoire

### Antiquité
La paroisse était un important point de surveillance de la baie du Mont-Saint-Michel ou passait la voie romaine de Bretagne et sur la falaise au Trait de Néron on y dressa un camp observatoire. Guillaume de Saint-Jean-le-Thomas, seigneur de Champeaux au XIIe siècle fit construire une première église, dont il ne subsiste aucun vestige, et la léproserie Saint-Blaise.

### Moyen Âge
Dans le Livre rouge de l'Échiquier de Normandie, il est fait mention d'un Willelmus de Campellis.
Au XIIIe siècle, Saint Louis concède en fiefferme la terre de Champeaux, d'une surface de 516 acres 3 vergées avec son droit de basse et moyenne justice, à quatre vavasseurs de la paroisse, contre une rente de quatre quartiers de froments par acre, relief et treizième, mais sans y ajouter le service militaire. En 1386, la fiefferme était tenue par la communauté des habitants.
En 1367, il est mentionné que les places de Saint-Pair, Genest et Champeaux sont occupées par les Bretons. Cela pourrait laisser supposer l'existence d'un château. La tradition orale le situe près de l'église, à l'ouest ; en 1820, on y voyait des restes de constructions, sans aucune certitude.
Sur la carte de Cassini, un château de Champeaux est figuré près du hameau des Telliers, y figure également une motte « Bourelle » et il y aurait eu des retranchements dans la lande de Bevays-Beuvais.

## Politique et administration
| Période                                  | Période      | Identité                   | Étiquette | Qualité                                  |
| ---------------------------------------- | ------------ | -------------------------- | --------- | ---------------------------------------- |
| 1790                                     | 1792         | Abbé Letellier             |           |                                          |
| 1792                                     | 1794         | Pierre François Hamel      |           |                                          |
| 1794                                     | 1796         | Louis Huault               |           |                                          |
| 1796                                     | 1797         | J-Baptiste Letellier       |           |                                          |
| 1797                                     | 1799         | Julien Marie               |           |                                          |
| 1799                                     | 1831         | J-Baptiste de la Hache     |           |                                          |
| 1831                                     | 1841         | Pierre Coupard             |           |                                          |
| 1841                                     | 1846         | Aimable Bedouin            |           |                                          |
| 1846                                     | 1860         | Auguste Ferey              |           |                                          |
| 1860                                     | 1864         | Jean Letellier             |           |                                          |
| 1864                                     | 1892         | Louis Lemaréchal           |           |                                          |
| 1892                                     | 1911         | Arsène Letellier-Parisière |           |                                          |
| 1911                                     | 1918         | Auguste Tanqueray          |           |                                          |
| 1918                                     | 1918         | Trochu                     |           | Conseiller délégué en l'absence du maire |
| 1919                                     | 1919         | Louis Letellier            |           |                                          |
| 1920                                     | 1930         | Charles Louis Letellier    |           |                                          |
| 1930                                     | 1965         | André Lemaréchal           |           |                                          |
| 1965                                     | 1977         | Henry Laisney              |           |                                          |
| 1977                                     | 1980         | Roger Baldassari           |           |                                          |
| 1980                                     | 1983         | Marcel Conan               |           |                                          |
| 1983                                     | 1995         | Gérard Letellier           |           |                                          |
| juin 1995                                | juillet 2020 | Claudine Giard             | SE        | Restauratrice, commerçante               |
| juillet 2020                             | En cours     | Sophie Julien-Farcis       | SE        | Enseignante                              |
| Les données manquantes sont à compléter. |              |                            |           |                                          |

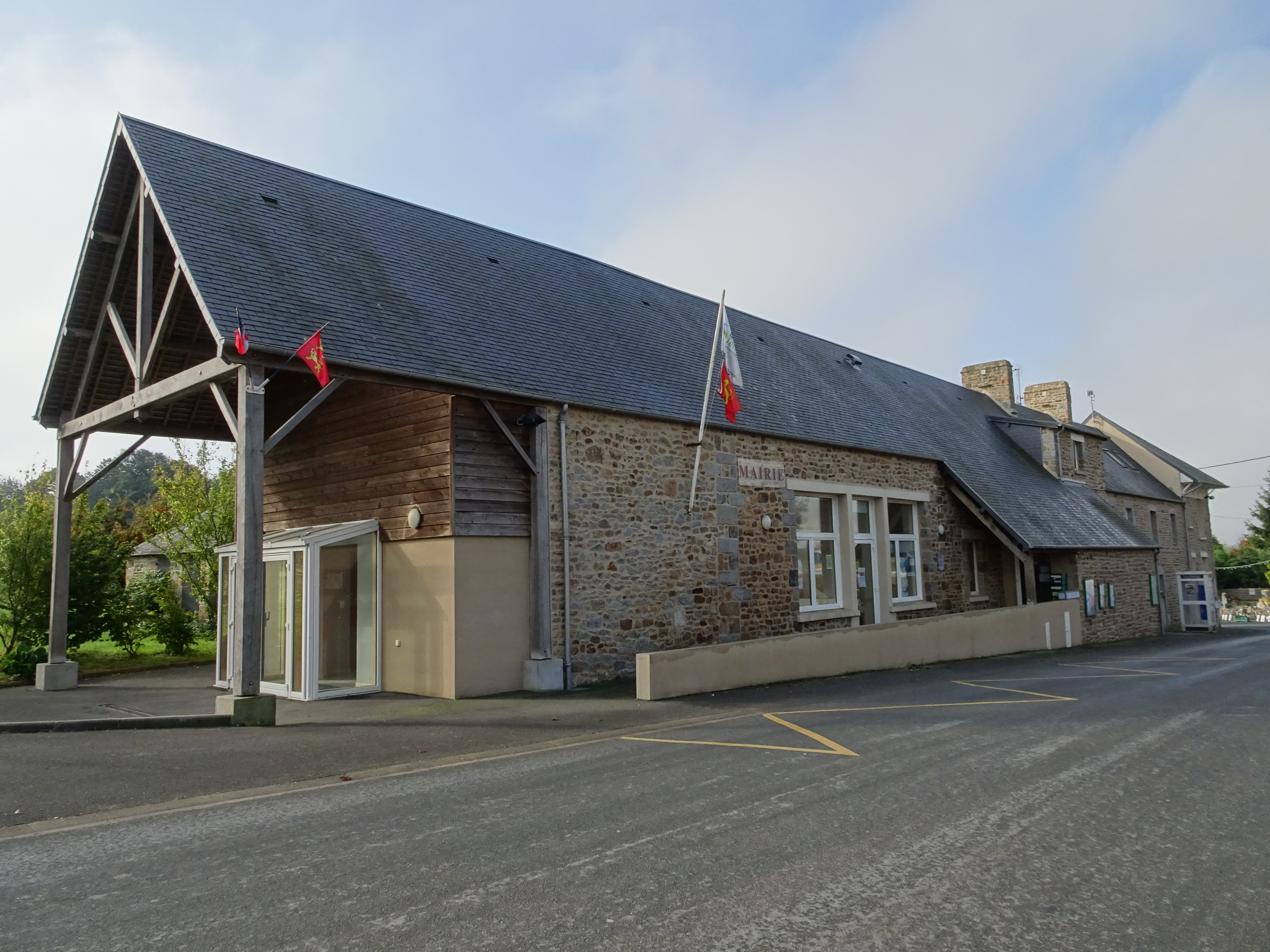
La mairie.

Le conseil municipal est composé de onze membres dont le maire et deux adjoints.

## Démographie
L'évolution du nombre d'habitants est connue à travers les recensements de la population effectués dans la commune depuis 1793. Pour les communes de moins de 10 000 habitants, une enquête de recensement portant sur toute la population est réalisée tous les cinq ans, les populations de référence des années intermédiaires étant quant à elles estimées par interpolation ou extrapolation. Pour la commune, le premier recensement exhaustif entrant dans le cadre du nouveau dispositif a été réalisé en 2004.
En 2022, la commune comptait 341 habitants, en évolution de −6,32 % par rapport à 2016 (Manche : −0,31 %, France hors Mayotte : +2,11 %).
Champeaux a compté jusqu'à 636 habitants en 1800.
| 1793 | 1800 | 1806 | 1821 | 1831 | 1836 | 1841 | 1846 | 1851 |
| ---- | ---- | ---- | ---- | ---- | ---- | ---- | ---- | ---- |
| 602  | 636  | 397  | 395  | 547  | 561  | 606  | 613  | 568  |

| 1856 | 1861 | 1866 | 1872 | 1876 | 1881 | 1886 | 1891 | 1896 |
| ---- | ---- | ---- | ---- | ---- | ---- | ---- | ---- | ---- |
| 520  | 527  | 525  | 506  | 502  | 478  | 409  | 401  | 377  |

| 1901 | 1906 | 1911 | 1921 | 1926 | 1931 | 1936 | 1946 | 1954 |
| ---- | ---- | ---- | ---- | ---- | ---- | ---- | ---- | ---- |
| 354  | 363  | 323  | 294  | 320  | 353  | 410  | 387  | 403  |

| 1962 | 1968 | 1975 | 1982 | 1990 | 1999 | 2004 | 2006 | 2009 |
| ---- | ---- | ---- | ---- | ---- | ---- | ---- | ---- | ---- |
| 346  | 314  | 352  | 324  | 330  | 320  | 368  | 382  | 357  |

| 2014 | 2019 | 2022 | - | - | - | - | - | - |
| ---- | ---- | ---- | - | - | - | - | - | - |
| 356  | 351  | 341  | - | - | - | - | - | - |

## Culture locale et patrimoine

### Lieux et monuments

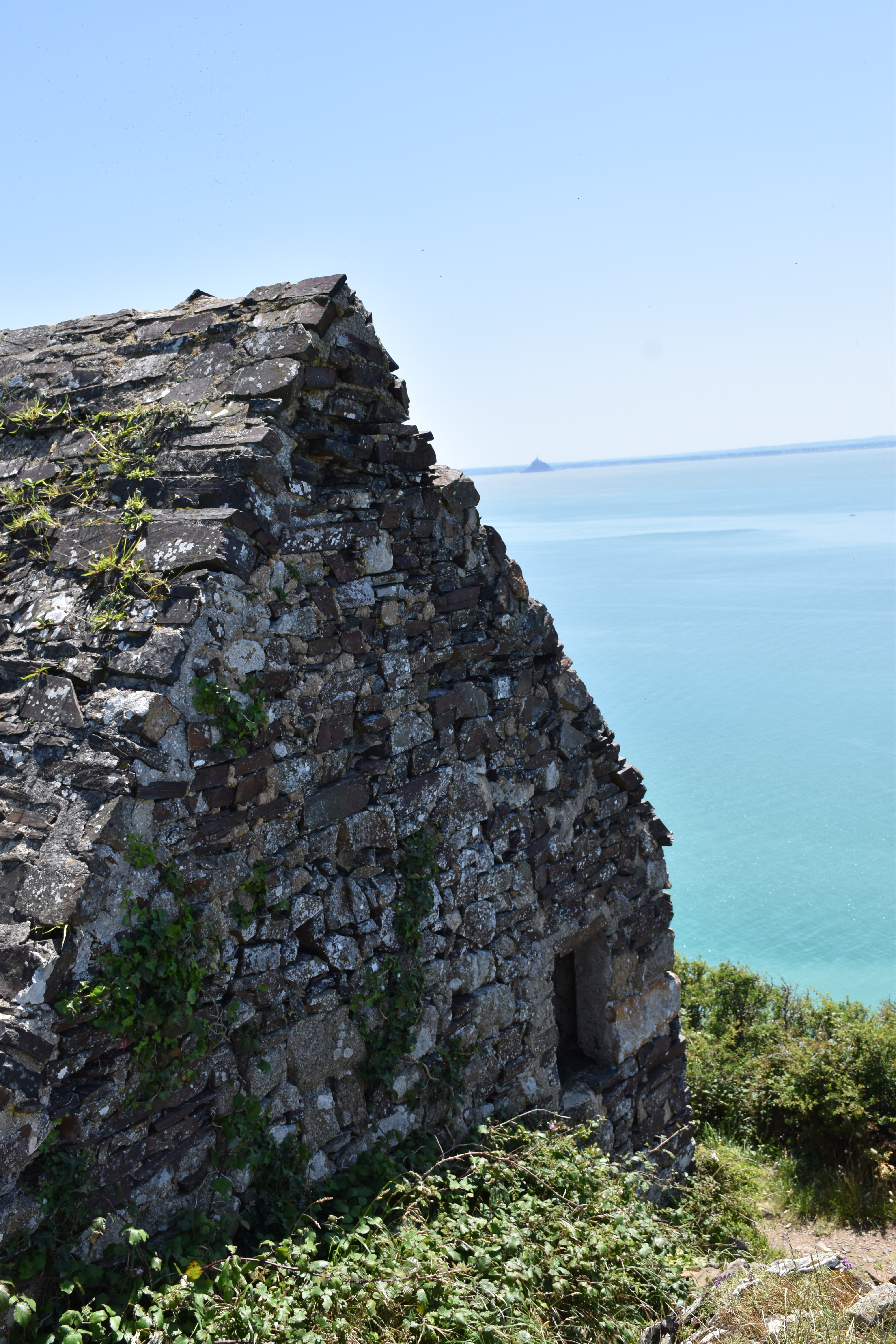
La cabane Vauban.

- La côte, partant de Saint-Jean-le-Thomas et se terminant à Jullouville, donne une vue imprenable sur le mont Saint-Michel, sa baie et le rocher de Tombelaine.
- Église Saint-Vigor des XVIe – XXe siècles. D'origine romane, elle fut fondée au XIIe siècle, mais a été transformée de nombreuses fois. Le porche, côté méridional, qui s'ouvre sur la nef a été rajouté au XIVe siècle[51], et, l'avant-porche porte la date de 1612[52]. Elle subit un incendie en 1911 et la foudre détruisit son clocher arcade qui s'effondra en octobre 2000 causant d'importants dégâts et qui fut reconstruit en 2002.

L'église a d'abord dépendu de l'abbaye de La Lucerne, puis du doyenné de Genêts. Elle dépend aujourd'hui de la paroisse Saint-Auguste-Chapdeleine du doyenné du Pays de Granville-Villedieu. Elle abrite les statues de saint Jacques le majeur du XIVe et de saint Fiacre du XVIe, une table d'autel du XVe, une verrière du XIXe.
- Ancien presbytère près de l'église.
- Ruines de l'ancienne maladrerie de Saint-Blaise du XIIe siècle, fondée par Henri II Plantagenêt.
- Croix de cimetière remontant au Moyen Âge, oratoire Notre-Dame de Lourdes du XIXe siècle, croix des Nevrons, détruite en 1945, et reconstruite à l'identique, et croix des Grèves datée de 1948[40].
- Cabane Vauban du XVIIe siècle, ancien corps de garde sur la falaise, sur le chemin des douaniers[40].
- Pêcherie du Sol Roc des XIIe au XXe siècle. Pêcherie en « V » qui retenait le poisson à chaque marée. Elle a cessé son activité en 1960[40].
- Lavoir.
- Oratoire.
- Colonne dite de Vauban du XVIIe siècle.